# Bachsystem des Wienbaches
Das Naturschutzgebiet Bachsystem des Wienbaches liegt auf dem Gebiet der Stadt Dorsten im Kreis Recklinghausen in Nordrhein-Westfalen.
Das etwa 683 ha große Gebiet, das im Jahr 2005 unter der Schlüsselnummer RE-049 unter Naturschutz gestellt wurde, erstreckt sich nördlich der Kernstadt Dorsten. Durch das aus vier Teilflächen bestehende Gebiet verlaufen die A 31 und die B 58. Südlich fließt die Lippe und erstreckt sich das 2169,5 ha große Naturschutzgebiet Lippeaue (RE-029).